# San Pedro Pochutla
San Pedro Pochutla là một đô thị thuộc bang Oaxaca, Mexico. Năm 2005, dân số của đô thị này là 38798 người.